# USS Bush (DD-529)
Pour les articles homonymes, voir USS Bush.
L'USS Bush (DD-529) est un destroyer de classe Fletcher en service dans la Marine des États-Unis pendant la Seconde Guerre mondiale. Il est nommé en l'honneur du lieutenant William Sharp Bush.

## Construction
Sa quille est posée le 12 février 1942 à San Francisco par la société Bethlehem Steel, il est lancé le 27 octobre 1942, parrainée par Mme Marion Jackson. Le navire est mis en service le 10 mai 1943 sous le commandement du commander W. F. Peterson.

## Historique
Entre le 29 juillet et le 27 novembre 1943, le Bush patrouille et escorte dans les eaux de l'Alaska. Lorsqu'il arrive à Pearl Harbor le 4 décembre 1943, il commence ses opérations de patrouille, d'escorte et d'appui-feu dans tout le Pacifique, des îles Ellice à la Nouvelle-Guinée, aux Philippines et à Okinawa. Il participe aux opérations de l'archipel Bismarck, notamment au cap Gloucester, aux débarquements de la Nouvelle-Bretagne, aux débarquements des îles de l'Amirauté (26 décembre 1943 - 31 mars 1944) ; Saidor, Nouvelle-Guinée (18-21 janvier), aux débarquements de Morotai (15 septembre), Leyte (20-24 octobre), Luzon, Mindoro et du golfe de Lingayen (12-18 décembre 1944 et 4-18 janvier 1945); et aux opérations sur Iwo Jima (19 février-9 mars) et à Okinawa (1er-6 avril).
Le 1er novembre 1944, alors qu'il opérait dans le golfe de Leyte, le Bush abat deux des dix avions japonais lors d'une attaque aérienne. Au cours de la journée, il livra plusieurs batailles contre les avions japonais au cours duquel il est légèrement endommagé.
Le 6 avril 1945, alors qu'il opère en tant que piquet radar au large d'Okinawa, il est touché à 15h15, 17h25 et 17h45 par trois avions kamikazes, tuant 87 membres d'équipage. Les 227 survivants abandonnent le navire qui coule aux environs des coordonnées géographiques 27° 16′ 00″ N, 127° 48′ 00″ E , au large de l'ile de Iheya-jima.

## Décorations
Le Bush a reçu sept battle stars pour son service pendant la Seconde Guerre mondiale.